# Héctor Guerrero Córdova
Héctor Guerrero Córdova SDB (Cidade do México, México, 14 de setembro de 1941) é um clérigo religioso mexicano e prelado católico romano emérito de Mixes.
Héctor Guerrero Córdova entrou na ordem dos Salesianos de Dom Bosco e recebeu o sacramento da ordenação em 28 de dezembro de 1968.
Em 3 de março de 2007, o Papa Bento XVI o nomeou prelado de Mixes. O Arcebispo de Antequera, José Luis Chávez Botello, ordenou-o bispo em 28 de abril; Os co-consagradores foram o bispo auxiliar de Guadalajara, Miguel Romano Gómez, e o bispo de Veracruz, Luis Felipe Gallardo Martín del Campo SDB.
Em 13 de junho de 2018, o Papa Francisco aceitou o pedido de Héctor Guerrero Córdova para renunciar por motivos de idade.